# Postemmalocera
Postemmalocera is een geslacht van vlinders van de familie snuitmotten (Pyralidae), uit de onderfamilie Phycitinae.

## Soorten
- P. cuprella Caradja, 1935
- P. palaearctella (Turati, 1917)